# 瓦尔帕莱索大学
瓦尔帕莱索大学（英語：Valparaiso University）是美国印第安纳州瓦尔帕莱索市的一所宗教性质的私立大学。該大學成立於1859年，當時就是男女共學的大學，因此是美國最早的兼收兩性的高等教育機構。1925年被路德大學協會（Lutheran University Association）收購并運營至今。2015年《美國新聞與世界報道》在“中西部地區大學”排名中將其列在第5位。

## 外部連結
- Official Valparaiso University Website （页面存档备份，存于）
- Official Valparaiso University Athletics Website （页面存档备份，存于）
- Campus maps, directions, and virtual tour （页面存档备份，存于）
- Admissions （页面存档备份，存于）
- Alumni Association （页面存档备份，存于）
- Valparaiso University News and Events （页面存档备份，存于）